# Pontlliw
Pontlliw är en ort i Storbritannien.   Den ligger i kommunen Swansea och riksdelen Wales, i den södra delen av landet, 270 km väster om huvudstaden London. Pontlliw ligger 44 meter över havet och antalet invånare är 1 535.
Terrängen runt Pontlliw är platt åt sydväst, men åt nordost är den kuperad. Runt Pontlliw är det tätbefolkat, med 411 invånare per kvadratkilometer. Närmaste större samhälle är Swansea, 9,1 km sydost om Pontlliw. Trakten runt Pontlliw består i huvudsak av gräsmarker.